# Jarisch-Herxheimerreaktion
Jarisch-Herxheimerreaktionen, ofta benämnd enbart som Herxheimerreaktionen uppkommer inom ett par timmar till ett dygn efter antibiotikabehandling av spiroketinfektioner, mest allmänt känd i samband med syfilisbehandling men även vid behandling av leptospiroser och borrelioser, särskilt återfallsfeber. Patienten får svettningar, feber och frossbrytningar, hudutslag och även svårare symtom, så reaktionen kan misstolkas som ett sepsisskov och erfordra intensivvård på sjukhus. Den har sällan dödligt förlopp förutom bland underviktiga nyfödda.
Orsaken till Jarisch-Herxheimerreaktionen är ofullständigt klarlagd, men experimentella undersökningar talar för att sönderfallsprodukter som frigörs då bakterierna dör orsakar symtomen, vilket också kan förklara att symtomen blir svårast när behandlingen ges tidigt i sjukdomsförloppet då bakteriehalten är som högst i kroppen.
Jarisch-Herxheimerreaktionen har fått namnet efter dermatologerna Adolf Jarisch den äldre och Karl Herxheimer som upptäckte och beskrev symtomen i samband med att de var och en på sitt håll behandlade syfilispatienter. 